# Lyford, Texas
Lyford là một thành phố thuộc quận Willacy, tiểu bang Texas, Hoa Kỳ. Năm 2010, dân số của xã này là 2611 người.

## Dân số
- Dân số năm 2000: 1973 người.
- Dân số năm 2010: 2611 người.